# Hong Jin-ho
Hong Jin-ho (kor. 홍진호, ur. 31 października 1982 roku) – południowokoreański e-sportowiec znany pod pseudonimem [NC]...YellOw, grający w StarCraft rasą Zerg.

## Filmografia
| Rok  | Tytuł                         | Sieć |
| ---- | ----------------------------- | ---- |
| 2013 | The Genius: Rules of the Game | tvN  |
| 2013 | The Genius: Rule Breaker      | tvN  |
| 2014 | Kim Jiyeon's Sweet 19         | tvN  |
| 2014 | Shared TV                     | tvN  |
| 2014 | Need More Romance             | tvN  |
| 2014 | Crime Scene                   | JTBC |
| 2015 | SNL Korea                     | tvN  |
| 2015 | Crime Scene 2                 | JTBC |
| 2015 | The Genius: Grand Final       | JTBC |
| 2015 | 5 Days of Summer              | JTBC |
| 2017 | Crime Scene 3 (odc. 8-12)     | JTBC |